# Изоморфизм категорий
Изоморфизм категорий — взаимно-однозначное отношение между категориями, сохраняющее структуру объектов и морфизмов: категории {\displaystyle C} и {\displaystyle D} изоморфны, если существуют функторы {\displaystyle F\colon C\to D} и {\displaystyle G\colon D\to C}, которые являются обратными друг другу, то есть, {\displaystyle FG=1_{D}} (функтор тождественности на {\displaystyle D}) и {\displaystyle GF=1_{C}}.
Две изоморфные категории разделяют все свойства, которые определены только в терминах теории категорий; для всех практических целей они идентичны и различаются только обозначениями объектов и морфизмов.
Изоморфизм категорий является очень сильным условием, которое редко удовлетворяется; в связи с этим чаще используется понятие эквивалентности категорий, для которого не требуется, чтобы {\displaystyle FG} был равен {\displaystyle 1_{D}}, а лишь естественно изоморфен {\displaystyle 1_{D}}, и аналогично {\displaystyle GF} был естественно изоморфен {\displaystyle 1_{C}}.
Функтор {\displaystyle F\colon C\to D} создаёт изоморфизм категорий тогда и только тогда, когда он биективен на объектах и на множестве морфизмов; благодаря этому критерию можно доказывать изоморфность категорий без построения обратного функтора {\displaystyle G}.

## Примеры
Для конечной группы {\displaystyle G}, поле {\displaystyle k} и групповой алгебры {\displaystyle kG} категория {\displaystyle k}-линейных представлений группы группы {\displaystyle G} изоморфна категории левых модулей над {\displaystyle kG}. Изоморфизм можно описать следующим образом: если дано представление группы {\displaystyle \rho \colon G\to \mathbf {GL} (V)}, где {\displaystyle V} — векторное пространство над {\displaystyle k}, {\displaystyle \mathbf {GL} (V)} является группой его {\displaystyle k}-линейных автоморфизмов, а {\displaystyle \rho } является гомоморфизмом групп, {\displaystyle V} переводится в левый {\displaystyle kG}-модуль следующим образом:
{\displaystyle \left(\sum _{g\in G}a_{g}g\right)v=\sum _{g\in G}a_{g}\rho (g)(v)}
для любого {\displaystyle v} из {\displaystyle V} и любого элемента {\displaystyle \sum a_{g},g\in kG}.
Обратно, если задан левый {\displaystyle kG}-модуль {\displaystyle M}, то {\displaystyle M} является {\displaystyle k}-векторным пространством, и умножение на элемент {\displaystyle g} группы {\displaystyle G} приводит к {\displaystyle k}-линейному автоморфизму модуля {\displaystyle M} (поскольку {\displaystyle g} обратим в {\displaystyle kG}), что описывает групповой гомоморфизм {\displaystyle G\to \mathbf {GL} (M)}.
Любое кольцо может рассматриваться как предаддитивная категория с единственным объектом. Категория функторов всех аддитивных функторов из этой категории в категорию абелевых групп изоморфна категории левых модулей над кольцом.
Автоморфизм категорий возникает в теории булевых алгебр: категория булевых алгебр изоморфна категории булевых колец. Заданная булева алгебра {\displaystyle B} переводится в булево кольцо с помощью симметрической разности в качестве сложения и операции логического умножения {\displaystyle \land } в качестве умножения. И обратно, если дано булево кольцо {\displaystyle R}, то можно определить операцию объединения как {\displaystyle a\lor b=a+b+ab}, а операцию пересечения как умножение. Оба этих определения могут быть расширены до морфизмов для получения функторов и эти функторы взаимно обратны друг другу.
Если {\displaystyle C} является категорией с начальным объектом {\displaystyle s}, то категория объектов «над» ({\displaystyle s{\downarrow }C}) изоморфна {\displaystyle C}. Двойственно, если {\displaystyle t} является терминальным объектом в {\displaystyle C}, категория функтора ({\displaystyle C{\downarrow }t}) изоморфна {\displaystyle C}.